# Nazionale maschile di pallamano della Croazia
La nazionale di pallamano maschile della Croazia è la rappresentativa pallamanistica maschile della Croazia ed è posta sotto l'egida della Federazione croata di pallamano (Hrvatski rukometni savez) e rappresenta il paese nelle varie competizioni ufficiali o amichevoli riservate a squadre nazionali.
Nonostante la sua storia recentissima (la nazionale è nata nel 1992 a seguito della divisione della Jugoslavia di cui la Croazia era una regione) è una delle nazionali principali al mondo in questo sport. Nel suo palmarès vanta infatti già due ori e un bronzo olimpici su quattro partecipazioni, un titolo mondiale e diversi podi fra campionati mondiali ed europei.

## Palmarès

### Olimpiadi
- (1996, 2004)
- (2012)

### Mondiali
- (2003)
- (1995, 2005, 2009, 2025)
- (2013)

### Europei
- (2008, 2010, 2020)
- (1994, 2012, 2016)

### Competizioni principali
- 1992: non partecipante alle qualificazioni
- 1996:  Campioni
- 2000: non qualificata
- 2004:  Campioni
- 2008: 4º posto
- 2012:  Bronzo
- 2016: 5º posto
- 2020: non qualificata
- 2024: 9º posto

- 1993: non qualificata
- 1995:  2º posto
- 1997: 13º posto
- 1999: 10º posto
- 2001: 9º posto
- 2003:  Campioni
- 2005:  2º posto
- 2007: 5º posto
- 2009:  2º posto
- 2011: 5º posto
- 2013:  3º posto
- 2015: 6º posto
- 2017: 4º posto
- 2019: 6º posto
- 2021: 15º posto
- 2023: 9º posto
- 2025:  2º posto

- 1994:  3º posto
- 1996: 5º posto
- 1998: 8º posto
- 2000: 6º posto
- 2002: 16º posto
- 2004: 4º posto
- 2006: 4º posto
- 2008:  2º posto
- 2010:  2º posto
- 2012:  3º posto
- 2014: 4º posto
- 2016:  3º posto
- 2018: 5º posto
- 2020:  2º posto
- 2022: 8º posto
- 2024: 11º posto